# アサノ大成基礎エンジニアリング
株式会社アサノ大成基礎エンジニアリングは、東京都台東区に本社をもつ建設関連の総合エンジニアリング企業である。
東京証券取引所スタンダード市場上場の株式会社オリエンタルコンサルタンツホールディングスの100%子会社。

## 概要
2011年に大成基礎設計株式会社と株式会社アサノ建工が合併して出来た企業で、土木・建築分野の計画〜調査〜設計〜施工〜維持管理といったワンストップサービスを行なっている。
ホーチミン（ベトナム）にも拠点を持ち、近年は海外展開にも力を入れている。
「持続可能な社会づくり」や「魅力ある社会づくり」を目指して、土壌・水・建物に関する課題を解決する総合エンジニアリング企業。

## 事業内容
- 地質・地下水調査、解析・設計
- 土壌汚染調査・分析、土壌汚染対策
- 建物調査・診断、構造物調査・対策設計
- さく井工事・温泉開発、自家水道システム（ESCO）
- 解体工事
- 再生可能エネルギー、地中熱・地下水熱利用